# Sigrid Neiiendam (dokumentarfilm)
|  | Denne artikel er oprettet af botten Steenthbot ud fra en ekstern database. Den kan derfor have sproglige fejl eller mangler. Denne skabelon kan fjernes efter kontrol af indholdet. |

Sigrid Neiiendam er en dansk dokumentarfilm fra 1952 instrueret af Svend Methling.

## Handling
Prøveoptagelser til teaterstykket Aladdin